# Dokter Müller
Dokter Müller is een personage in de stripreeks De avonturen van Kuifje van de Belgische tekenaar Hergé (1907-1983). Hij komt voor in drie verhalen. Müller is in het eerste verhaal een psychiater en directeur van een speciale kliniek. Later is hij als gangster actief in de (fictieve) staat Khemed. 

## Geschiedenis in de strip
Müller is in het eerste verhaal waarin hij voorkomt, De Zwarte Rotsen, een belangrijke handlanger van een bende valsemunters. Tegenstanders laat hij in zijn eigen kliniek opsluiten en voor gek verklaren. Uiteindelijk worden hij en de rest van de bende door Kuifje ontmaskerd.
Later wordt Müller  onder de valse naam professor Smith directeur van een oliemaatschappij. In die rol heeft hij grote invloed in een oliecrisis. Hij laat in het Midden-Oosten olieleidingen springen en saboteert de olie (zie: Kuifje en het Zwarte Goud). Uiteindelijk wordt hij weer door Kuifje ontmaskerd. Hij ontvoert vervolgens Abdoellah, de zoon van emir Mohammed Ben Kalisj Ezab, en probeert bij zijn arrestatie vergeefs zelfmoord te plegen (Abdoellah heeft hem in plaats van een echt pistool een inktpistool gegeven).
In Cokes in voorraad treedt hij voor de derde en laatste keer op. Hij heeft nu onder de naam Mull Pasja een belangrijke functie in het bewind van de usurpator Bab El Ehr. Tevens fungeert hij als een contactpersoon tussen deze sjeik en Roberto Rastapopoulos. De naam Mull Pasja is afgeleid van John Bagot Glubb, die lange tijd als militair commandant in Jordanië werkzaam was en daar ook Glubb Pacha werd genoemd.
Het is niet met zekerheid bekend wat er met Mull Pasja/Müller gebeurt nadat Rastapopoulos aan het einde van dit verhaal als schurk is ontmaskerd. Een maar zeer gedeeltelijk leesbaar krantenknipsel zegt: "lijdt te Kheme(d) (een nederla)ag." Dit doet vermoeden dat hij uiteindelijk het onderspit heeft gedolven. Zijn verdere lot blijft echter onbekend.